# Parapanamerikanische Spiele 1999
Die Parapanamerikanischen Spiele 1999, offiziell die I Parapan American Games, waren eine große internationale Multisportveranstaltung für Behindertensportler in Mexiko-Stadt, Mexiko. Sie wurden vom Internationalen Paralympischen Komitee organisiert und markierten die ersten offiziellen Parapanamerikanischen Spiele. Über 1.000 Athleten aus 18 Ländern nahmen an den Spielen teil. Die Spiele dienten als Qualifikation für die in Sydney stattgefundenen Sommer-Paralympics 2000. Diese Parapanamerikanischen Spiele fanden im selben Jahr statt, jedoch an einem anderen Ort als die Panamerikanischen Spiele 1999, die in Winnipeg, Kanada stattfanden.

## Teilnehmende Nationen
18 Nationen nahmen an den Spielen teil.